# Zenit (stanice metra v Petrohradu)
Zenit (rusky Зенит), do roku 2020 Novokrestovskaja (rusky Новокрестовская), je stanice petrohradského metra na lince Něvsko-Vasileostrovskaja. Leží na západním cípu ostrova Krestovskij vedle fotbalového stadionu. Je první petrohradskou stanicí, která se nachází až na břehu Něvské zátoky, nazvána je podle klubu Zenit Petrohrad. Starý název, Novokrestovskaja, byla pojemovaná podle vesnice, která tu stávala.

## Charakter stanice
Zenit je podzemní, mělce založená sloupová stanice s podzemním vestibulem. Je vybavena travelátory, eskalátory a dvěma výtahy pro osoby se sníženou schopností pohybu. Je stanicí uzavřeného typu, nástupiště jsou od kolejiště oddělena skleněnou stěnou, v níž se automaticky otevírají dveře. Stejně jako na dalších petrohradských stanicích s ostrůvkovým nástupištěm se vystupuje vpravo.

## Kapacita
Stanice je důležitou součástí dopravní infrastruktury nezbytné pro pořádání zápasů mistrovství světa ve fotbale, je způsobilá za hodinu odbavit 30 až 35 tisíc cestujících avšak, podle požadavku dopravní policie, v době konání zápasů bude pro nástup uzavřena. V okolí stanice nejsou žádné obytné domy.
Ve zkušebním režimu 13. května 2018 mezi 10:00 a 19:00 stanicí prošlo více než 17,5 tisíce cestujících.

## Budoucnost
Po roce 2030 se plánuje prodloužení čtvrté linky ze stanice Gornyj institut do stanice Novokrestovskaja, tím by se stanice stala přestupní. Tak by se třetí a čtvrtá linka staly prvními, které jsou spojeny více než jedním uzlem (dosavadní Ploščaď Aleksandra Něvskogo funguje od roku 1985).